# Глінськ
Глінськ (пол. Glińsk, нім. Leimnitz) — село в Польщі, у гміні Свебодзін Свебодзінського повіту Любуського воєводства.
Населення — 801 особа (2011).
У 1975-1998 роках село належало до Зеленогурського воєводства.

## Демографія
Демографічна структура станом на 31 березня 2011 року:
|          | Загалом | Допрацездатний вік | Працездатний вік | Постпрацездатний вік |
| -------- | ------- | ------------------ | ---------------- | -------------------- |
| Чоловіки | 359     | 81                 | 252              | 26                   |
| Жінки    | 442     | 77                 | 244              | 121                  |
| Разом    | 801     | 158                | 496              | 147                  |